# Ken Ishii
Ken Ishii (japonès: ケン・イシイ)  (Sapporo, 1970) és un punxadiscos i productor discogràfic japonès de música techno. Es va graduar a la Universitat Hitotsubashi i ha publicat treballs amb el seu propi nom, així com amb els pseudònims: FLR, Flare, UTU, Yoga i Rising Sun.
Influenciat pel techno de Detroit, Ishii va publicar per primera vegada amb el segell Plus 8 de Richie Hawtin el 1993 amb el pseudònim d'UTU. Amb la publicació de Jelly Tones (1995) va començar a ser conegut per un públic més ampli. Va compondre la música per a les cerimònies d'obertura dels Jocs Olímpics d'Hivern de 1998 a Nagano, el mateix any que va participar en la banda sonora de la pel·lícula Pi de Darren Aronofsky.
«Creation the State of Art» es va utilitzar al tercer nivell del videojoc Rez (2001), i algunes pistes de la banda sonora de LSD van ser produïdes per Ishii. El seu tema «Let It All Ride» també es va utilitzar al videojoc de PlayStation Portable Lumines II. El videoclip d'«Extra» (dirigit per Koji Morimoto) va guanyar el premi Best Dance Music Video de MTV Europa el 1997.

## Discografia

### Àlbums
- Garden on the Palm (2 X 12" - RS 93012 - 1993)
- Innerelements (CD - RS 94038 CD - 1994)
- Jelly Tones (2LP/CD - RS 95065/RS 95065 CD - 1995)
- Green Times (CD - Sublime Records SBLCD5002 - 1995)
- Grip (CD - Sublime Records SBLCD5011 - 1996)
- Metal Blue America (CD - R&S Records - 1997)
- Tekken 3 Seven Remixes (CD - Pony Canyon PCCG-00455 - 1998)
- LSD &amp; Remixes (CD - Music Mine MKCA-1003~4 - 1998)
- Sleeping Madness (2LP/CD - RS 99153/RS 99153 CD - 1999)
- Flatspin (CD - Exceptional EXLPCD0103 - 2000)
- Millennium Spinnin at Reel Up (CD - Sony Music Ent. - 2001)
- FLR Easy Filters (1999 - 2001) (2 X CD - Reel Musiq Sublime Records RLCD-002 - 2001)
- Rebore Vol. 2 (2001)
- Future in Light (CD - Exceptional EXLPCD0302 - 2002)
- Interpretations (CD - Exceptional EXLPCD0405 - 2003)
- Play, Pause and Play (2 X CD - Sublime Records IDCS1016/1017 - 2005)
- Sunriser (CD - 70Drums IDCK-1002 - 2006)
- Daybreak Reprise -SUNRISER Remixed- (2008)
- Music for Daydreams (CD - Sublime Records FICS-2002 - 2012)
- Taiyo (2013)
- Möbius Strip (2019)
- Abyssal Plain Remixes (2020)
- Secret World (EP, 2022)[4]